# 85P/Boethin
85P/Boethin, komet Jupiterove obitelji, objekt blizu Zemlji.